# Ступницкий, Леонид Венедиктович
Леони́д Венеди́ктович Ступни́цкий (укр. Леонід Венедиктович Ступницький; 29 мая 1891, Романовка — 5 августа 1944, Дермань) — украинский военный деятель, в годы Гражданской войны в России — подполковник Армии УНР. В годы Второй мировой войны член Полесской сечи и УПА, генерал-хорунжий УПА (посмертно).

## Биография
Родился 29 мая 1891 года в деревне Романовка Сквирского уезда Киевской губернии (ныне Попельнянский район Житомирской области. Отец Леонида был знаком с Фадеем Рыльским и увлекался идеями народников, а сам Леонид был знаком с Максимом Рыльским. Окончил двухклассное Сквирское городское училище, гимназию Сквира и сельскохозяйственный факультет Киевского университета.
20 ноября 1912 года Ступницкий был мобилизован в Бугский 9-й уланский полк (Белая церковь). 3 июня 1914 года произведён в младшие унтер-офицеры, 3 августа того же года — в старшие унтер-офицеры. Участвовал в Первой мировой войне, отмечен 17 марта 1915 года Георгиевским крестом IV степени. 17 мая того же года направлен в школу прапорщиков Минского военного округа, со 2 июля учился в 1-й Киевской школе прапорщиков. 30 ноября повышен в прапорщики, позже нёс службу в 8-м и 12-м (с 29 ноября 1915 года) запасных батальонах. С 14 августа 1916 года был исполняющим обязанности командира 14-й роты. Штаб-ротмистр кавалерии Русской императорской армии.
После Февральской революции и Брестского мира Ступницкий заступил на службу в Армию УНР, с 1920 года командовал полком Волынской дивизии в звании подполковника. В 1920—1921 годах помощник командира 4-го Киевского конного полка 4-й Киевской дивизии Армии УНР. Во время Второго зимнего похода командовал отдельным конным отрядом Волынской группы Юрия Тютюнника, с ней участвовал в боях за Коростень. Член подпольной антисоветской организации во Львове. После разгрома УНР уехал в Польшу, с 1922 года жил на Волыни, работал агрономом на Бабинском сахарном заводе в деревне Колесники (ныне Гощанский район, Ровненская область).
В 1939 году после Польского похода РККА арестован НКВД, за контрреволюционную деятельность приговорён к 5 годам тюрьмы, а его семья выслана в Казахстан. В 1941 году находился под следствием в Брестской тюрьме, откуда его освободили немецкие войска. После освобождения Ступницкий служил в Полесской сечи, в июле—августе 1941 года руководил подстаршинской школой «Холодный Яр» в Ровно, созданный ОУН(б). После разгона школы немцами был назначен руководителем общественной опеки в Ровно.
С марта 1943 года со своим сыном Юрием Леонид занялся деятельностью в рядах УПА, с мая 1943 года был начальником штаба военного округа «Заграва» (псевдоним «Гончаренко»), организатор подстаршинских и старшинских школ УПА (в том числе школой «Дружинники») и начальник штаба УПА-Юг. В августе—декабре 1943 года руководил войсками на Юго-Западных Украинских Землях. Во время одного из боёв против сил МГБ Ступницкий со своим сыном попал в плен: если Ступницкий благодаря подложным документам был освобождён, то сын (документы на имя Юрия Ковальчука) был отправлен под суд. Со слов Даниила Шумука, Леонид Ступницкий никогда не отрицал тоталитарную идеологию движения ОУН(б).
5 августа (по другим данным, 30 августа) 1944 года погиб в деревне Дермань. По заявлению представителей УПА, он застрелился, рискуя попасть в плен. 27 августа 1945 года решением Украинского главного освободительного совета посмертно произведён в генерал-хорунжие УПА. Имя Леонида Ступницкого носит переулок в Житомире.
Супруга — Лидия Беднарская, уроженка Острога. Дети: Юрий (1923) и Сергей (1932). Жена Леонида, тёща и Сергей были высланы в Казахстан после начала Великой Отечественной войны, а Юрий отсидел 10 лет в тюрьме за антисоветскую деятельность. Лидия умерла в 1942 году, мать Лидии — в 1944 году, а Сергей как гражданин Польши был отправлен в послевоенные годы в польский детский дом в Щецинском воеводстве, где окончил офицерскую школу и работал в МВД Польши. Юрий Ковальчук встретил своего брата Сергея в 1993 году в Варшаве: свою настоящую фамилию он пытался вернуть годом ранее через суд, но проиграл дело.